# Toča
Toča je padavina v trdem stanju, ki nastaja v oblakih - to so ledene kroglice različnih velikosti in tudi nepravilnih oblik s premerom od 5 do 50mm ali celo še več. So deloma ali popolnoma prozorne ali pa sestavljene iz prosojnih, motnih, snegu podobnih plasti, ki so debele do 1 mm. Toča pada predvsem pri močnem nevihtnem vremenu, ki ga spremljajo močni električni pojavi, vendar temperatura zraka v prizemnih plasteh ni pod 0 °C. Toča pada iz nevihtnih oblakov kumulonimbusov.

## Nastanek toče
V prvi fazi se pri dovolj razvitem kumulonimbusu na njegovem vrhu ustvarijo jedrski elementi kristalov v obliki sodre. Na te kristale se lepijo podhlajene vodne kapljice, ki zaradi kondenzacije nastajajo istočasno kot kristali zaradi sublimacije. Voda se okoli kristalov spreminja v tanke plasti ledu. Ker pa je v kumulonimbusu zelo močno turbulentno gibanje, se jedra toče v oblaku gibljejo v krožnici vse dokler njihova teža ni večja, kakor pa vzgonsko gibanje v oblaku. Pri gibanju ali kroženju se zrna toče v oblaku stalno večajo na račun podhlajenih vodnih kapljic. Ko toliko narastejo in pridobijo težo, da jih vzponski tokovi ne morejo več dvigniti, padajo na zemeljsko površino. 
Ko presekamo zrno toče, se pokaže, da je jedro sestavljeno iz trdega snega, okrog katerega so nalepljene plasti ledu.

## Velikost zrn
Velikost zrn toče je zelo različna. Najpogosteje so zrna toče v območju premera do 1 cm. Vendar se pojavlja tudi toča s premerom 2 do 3 cm. Pri zelo močnih nevihtah pa je že nastala toča, ki je bila debela kot golobja in kokošja jajca. Ta zrna toče so tehtala od 500 gramov do 1 kilograma. Do sedaj največja zrna toče so padala na Kitajskem leta 1902, ko so izmerili zrno toče s premerom 21 cm in težko 4.5 kg. Tudi na Slovenskem se debela toča pojavi vsakih nekaj let. V Ljubljani je junija leta 2000 padala toča, debela kar 5 cm, lahko je tudi večja.

## Kje pada toča
Toča pada vedno le na ožjih podolgovatih odsekih. So določeni predeli zemeljske površine, kjer toča izredno pogosto pada, medtem ko se na drugih področjih sorazmerno poredko pojavi. Ta naravni pojav je odvisen predvsem od orografije in pa smeri gibanja neviht.

## Škoda zaradi toče
Že drobna toča s premerom okoli 1 cm povzroča škodo na poljščinah in v vinogradih, saj zrna scefrajo liste in lomijo mladike. Debelejša toča dela škodo tudi na avtomobilih, na strehah in na okenskih steklih. Toča, debela 2 cm, lahko pusti na strehi avtomobila že majhno jamico, toča debela 5 cm, pa takoj razbije strešnik in na nezaščiteni človeški glavi lahko povzroči resne poškodbe.